# Museum Henriette Polak
Het Museum Henriette Polak in de Gelderse stad Zutphen werd geopend in 1975. Museum Henriette Polak is een museum voor modern-klassieke schilderkunst en beeldhouwkunst. 
De naam dankt het aan een van de oprichters, de mecenas Henriette Polak-Schwarz (1893-1974). Museum Henriette Polak is ontstaan uit een kunstenaarsinitiatief. Met de beeldende kunstenaar Joop Sjollema (1900-1990) ontwikkelde Polak een plan voor het oprichten van een museum. Zo ontstond de Stichting Henriette Antoinette. Deze stichting begon met het verzamelen van een collectie modern-klassieke kunstwerken. Daarin werd werk opgenomen van onder meer de kunstenaars Constant Nieuwenhuijs, Kees Maks, Wim Oepts, Kees Verwey, Jan Wiegers en Nicolaas Wijnberg.

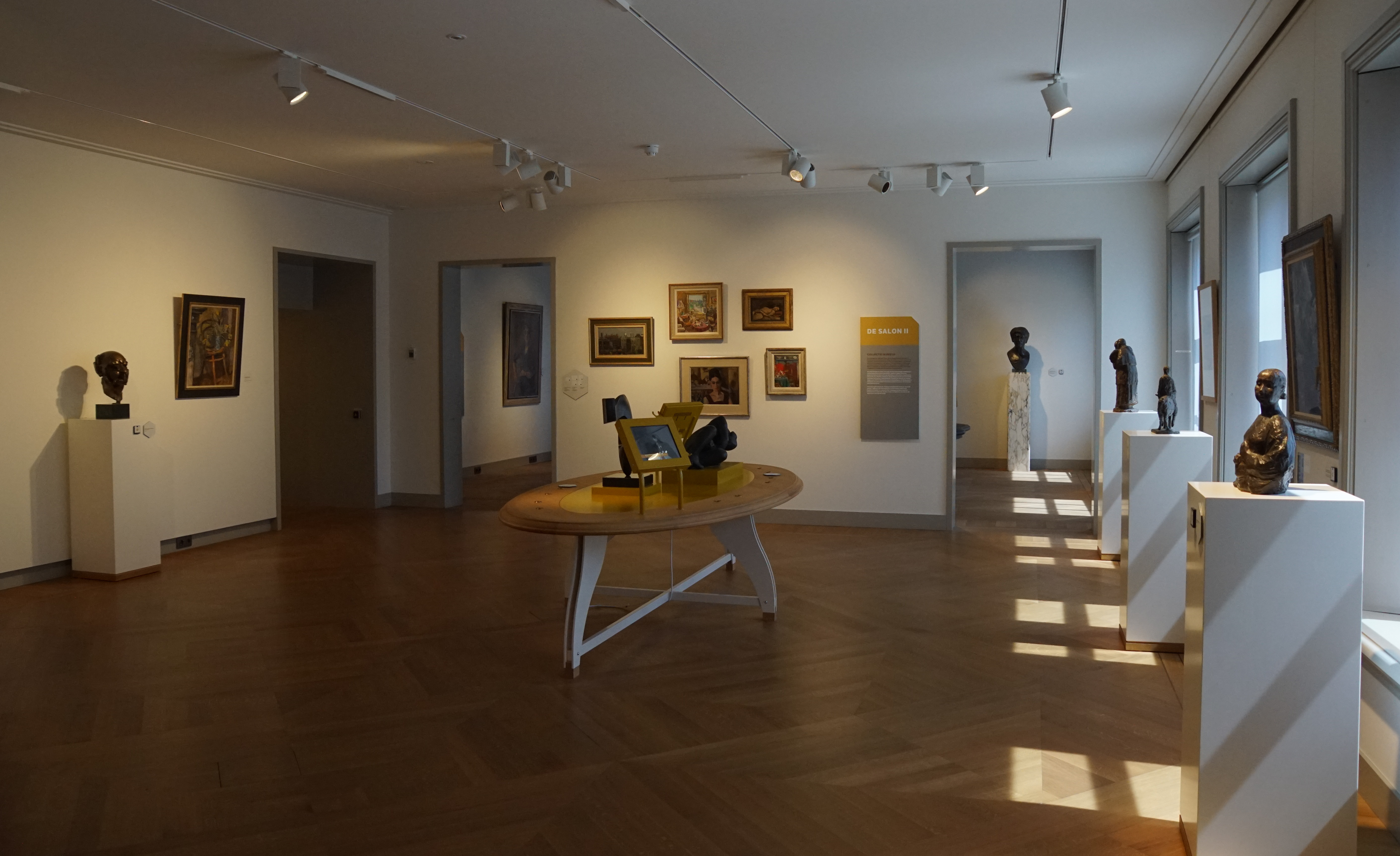
Een van de zalen.

De collectie werd tijdelijk ondergebracht in het Rosa Spier Huis in Laren. Na enkele jaren ging men op zoek naar een definitief onderkomen. De stichting verwierf het herenhuis De Wildeman aan de Zaadmarkt in Zutphen en het middeleeuwse pakhuis daarachter aan de Rode Torenstraat. In 1975 werd de gemeente Zutphen eigenaar van de gebouwen en de collectie. Daarmee werd het Museum Henriette Polak een feit. Doordat Henriette Polak overleed in april 1974 heeft zij de opening niet mogen meemaken. Een deel van het werk van Joop Sjollema werd in 1990 nagelaten aan het museum.
(Kunstenaars)-portretten vormen een deel van de collectie van Museum Henriette Polak. Veel kunstenaars uit de collectie waren namelijk docent. Zij wilden hun ambacht, passie en overtuigingen overdragen. De museumcollectie slaat via figuratieve kunst, geworteld in de academische traditie, een brug naar hedendaagse figuratieve kunst.
In 2017 verhuisden het Museum Henriette Polak en het Stedelijk Museum Zutphen, samen met de archeologische dienst van Zutphen, naar het rijksmonument Hof van Heeckeren. Dit stadspaleis is gelegen aan het 's-Gravenhof in het historische hart van Zutphen. Museum Henriette Polak en het Stedelijk Museum Zutphen hebben nu de overkoepelende naam Musea Zutphen. De opening vond plaats op 13 mei 2017.
Tiana Wilhelm, de directrice van het museum, neemt eind 2022 afscheid en toont in de expositie "Niets gaat verloren" nog eenmaal haar favoriete werken, waaronder Maïté Duval's "Inspiratie" en "De kraai" van haar man Thierry Rijkhart de Voogd.